# Walter Stern (Skeletonpilot)
Walter Stern (* 6. Februar 1972 in Innsbruck) ist ein österreichischer Skeletonpilot.
Walter Stern wurde in seiner Karriere unter anderem von Alexander Müller und Michael Grünberger trainiert. Im Dezember 1996 debütierte Stern im Weltcup bei einem Rennen in Königssee, wo er 27. wurde. Ein Jahr später kam er als Neunter in La Plagne erstmals in die Top 10 eines Weltcuprennens. Sein bestes Ergebnis war 2003 ein zweiter Rang in Altenberg. 2000 und 2001 startete er zwischenzeitlich nur im neu eingerichteten Europacup. Hier wurde er 2001 hinter Markus Penz Zweitplatzierter in der Gesamtwertung.
1998 startete Stern erstmals bei Weltmeisterschaften und wurde in St. Moritz 13. Bei insgesamt drei Starts bis 2003 kam er nie in die Top 10. Den größten Erfolg erreichte Stern, als er 2003 in St. Moritz Europameister wurde. Bei nationalen österreichischen Meisterschaften wurde Stern 2003 und 2005 Dritter.